# Helmut Karzel

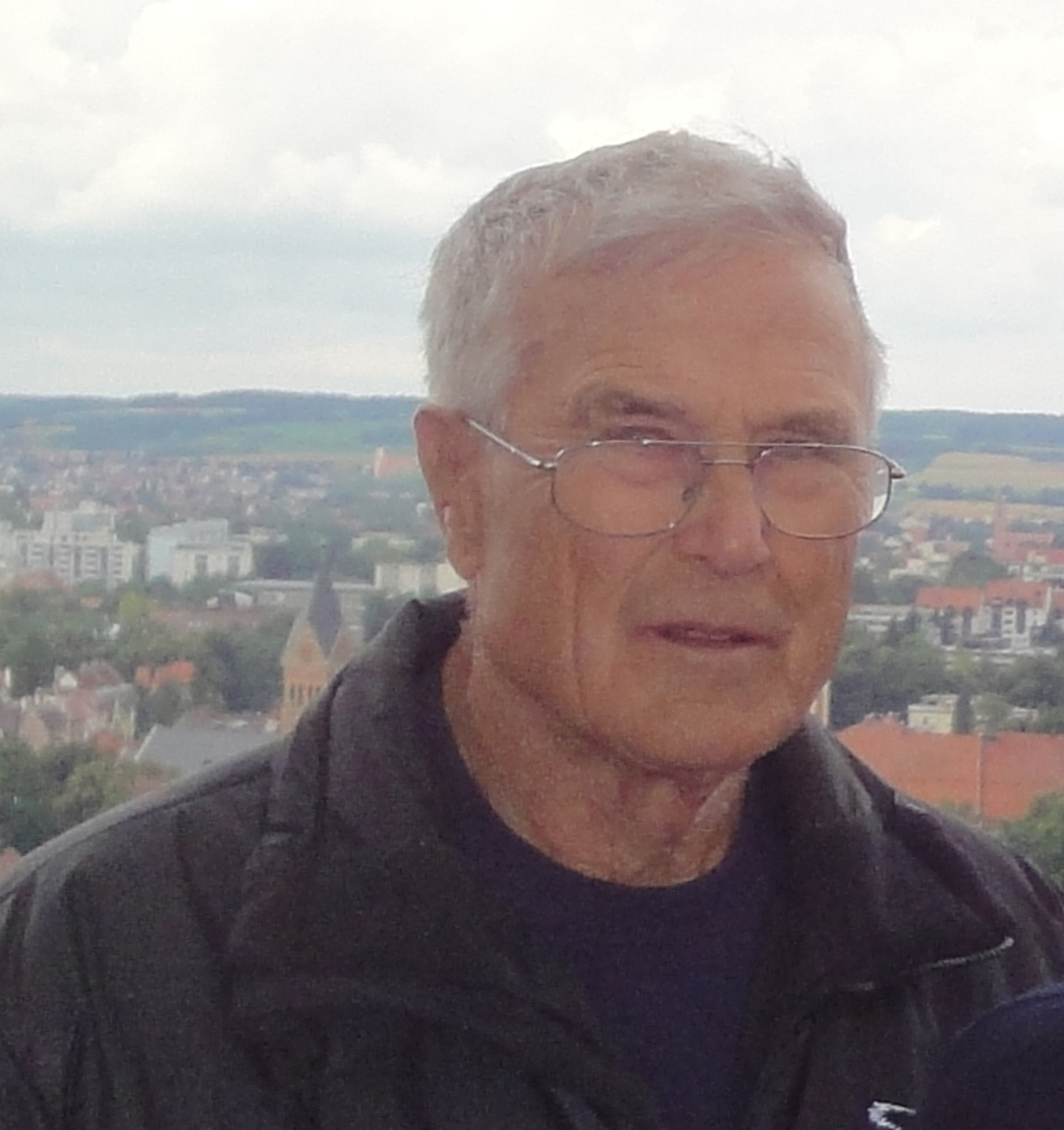
Helmut Karzel, vor 2012

Helmut Jürgen Karzel (* 15. Januar 1928 in Schöneck, Westpreußen; † 22. Juni 2021) war ein deutscher Mathematiker, der sich vor allem mit Geometrie befasste.

## Werdegang
Helmut Karzel, Sohn von Luise Karzel, geborene Dahlmann, und des Diplom-Landwirts Karl Karzel, studierte ab 1947 Mathematik und Physik an der Albert-Ludwigs-Universität Freiburg und ab 1950 an der Universität Bonn, an der er 1951 bei Emanuel Sperner mit der mathematischen Dissertation Beziehungen zwischen Ordnungsfunktionen, Normierungen und Zweiteilungen zum Dr. rer. nat. promoviert wurde. 1955 wurde er Assistent an der Universität Hamburg, wohin er Sperner folgte, und nach der Habilitation 1956 dort Privatdozent. Nach einer Zeit 1961/62 als Associate Professor an der Universität Pittsburgh wurde er 1962 außerplanmäßiger Professor in Hamburg und 1965 wissenschaftlicher Rat und Professor. 1967 und 1968 war er Gastprofessor und Gastlehrstuhlinhaber für Mathematik an der TH b7zw. Universität Karlsruhe. 1968 wurde er ordentlicher Professor für Geometrie an der TU Hannover und 1972 an der TU München.
1966 bis 1971 war er Jahrverwalter der Mathematischen Gesellschaft in Hamburg. 1978 wurde er deren Ehrenmitglied. Er war Gastprofessor an der University of Toronto (1970, 1974), an der Universität Bologna (1976), an den Universitäten von Brescia und Rom, an der Texas A&M University (1983, 1988), an der University of Arizona (1986/87) und am Teeside Polytechnic in Middlesbrough. Karzel war seit 1971 Mitherausgeber des Journal of Geometry, 1973–1975 der Jahresberichte des DMV, der Resultate der Mathematik und ab 1976 der Mitteilungen der Mathematischen Gesellschaft Hamburg.
Er war Mitherausgeber der Gesammelten Werke seines Lehrers Sperner. Karzel war evangelisch, seit 1955 mit Marianne Karzel, geborene Schmidt-Hidding, verheiratet, hatte vier Kinder, lebte in Weßling und starb am 22. Juni 2021.

## Schriften (Auswahl)
- Erzeugbare Ordnungsfunktionen. In: Mathematische Annalen. Band 127, 1954, S. 228–242 (Dissertation, gdz.sub.uni-goettingen.de).
- Ordnungsfunktionen in nicht-desargueschen projektiven Geometrien. In: Mathematische Zeitschrift. Band 62, 1955, S. 268–291 (gdz.sub.uni-goettingen.de).
- Über eine Anordnungsbeziehung am Dreieck. In: Mathematische Zeitschrift. Band 64, 1956, S. 131–137, doi:10.1007/BF01166560.
- Spiegelungsgeometrien mit echtem Zentrum. In: Archiv der Mathematik. Band 9, 1958, S. 140–146, doi:10.1007/BF02287074.
- Bericht über projektive Inzidenzgruppen. In: Jahresbericht DMV. Band 67, 1964, S. 58–92 (gdz.sub.uni-goettingen.de).
- Projektive Räume mit einer kommutativen transitiven Kollineationsgruppe. In: Mathematische Zeitschrift. Band 87, 1965, S. 74–77 (gdz.sub.uni-goettingen.de).
- Symmetrische Permutationsmengen. In: Aequationes mathematicae. Band 17, 1978, S. 83–90, doi:10.1007/BF01818542.
- mit M. König: Affine Einbettungen absoluter Räume beliebiger Dimension. In: P. L. Butzer, F. Feher (Hrsg.): E. B. Christoffel: the influence of his work on mathematics and the physical sciences. Birkhäuser, Basel 1981, S. 657–672.
- Kinematic spaces. In: Symposia Matematica (Istituto Nazionale di Alta Matematica) 11, Academic Press, London, 1973, S. 413–439.
- mit Kay Sörensen, Dirk Windelberg: Einführung in die Geometrie. Vandenhoeck und Ruprecht 1973.
- mit Hans-Joachim Kroll: Geschichte der Geometrie seit Hilbert. Darmstadt, Wissenschaftliche Buchgesellschaft 1988.
- Herausgeber mit Kay Sörensen: Wandel von Begriffsbildungen in der Mathematik. Wissenschaftliche Buchgesellschaft, 1984.
- Porous double spaces. In: Journal of Geometry. Band 34, 1989, S. 80–104.
- mit Carl J. Maxson: Archimedeisation of some ordered geometric structures which are related to kinematic spaces. In: Results in Mathematics. Band 19, Nr. 3, 1991, S. 290–318, doi:10.1007/BF03323288.
- mit Bokhee Im: Determination of the automorphism group of a hyperbolic K-loop. In: Journal of Geometry. Band 49, 1994, S. 96–105, doi:10.1007/BF01228054.